# El Gordo y el Flaco

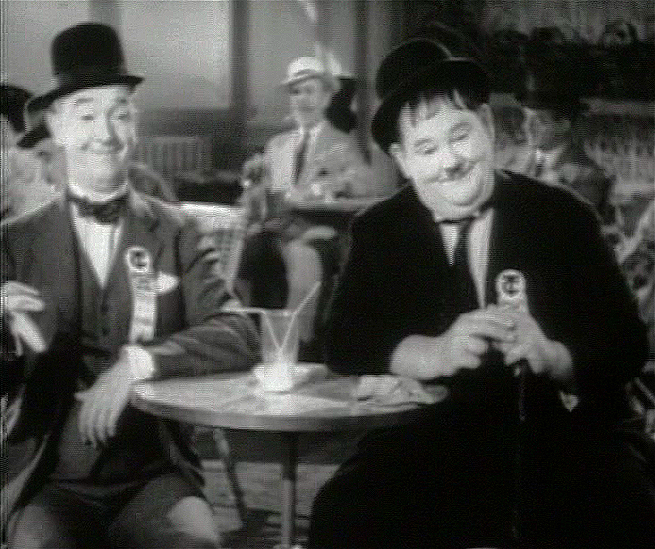
Stan Laurel (izquierda) y Oliver Hardy (derecha) en The Flying Deuces, 1939.

El Gordo y el Flaco fue el nombre que se le puso en español al dúo cómico Laurel and Hardy (en inglés), aunque ocasionalmente en español también se les llama "Laurel y Hardy" —la traducción literal—. Lo formaban los actores Oliver Hardy (el Gordo) y Stan Laurel (el Flaco), estadounidense y británico, respectivamente. 
Su carrera como pareja se inició en el cine mudo, en los años 1920 y se prolongó hasta la segunda mitad del siglo XX. Considerados una de las mejores parejas cómicas del cine, consiguieron aunar sus distintos estilos de comedia en una sincronía casi perfecta.

## Historia

### StanyOllie: los años de Hal Roach

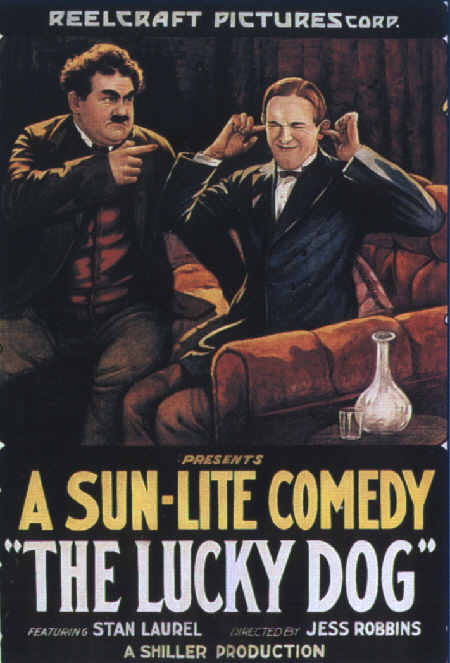
Cartel del filme The Lucky Dog, 1919.

El primer encuentro de los dos cómicos, como dos actores que participaban en la misma producción pero sin formar pareja, fue en la película muda The Lucky Dog, producida en 1918 por Sun-Lite Pictures y estrenada en 1921. Años más tarde, volverían a aparecer, sin compartir ninguna escena, en la producción de Hal Roach 45 Minutes from Hollywood (1926). Su primera película "oficial" como dúo cómico establecido fue The Second Hundred Years, en junio de 1927, dirigida por Fred Guiol y supervisada por Leo McCarey, al que se considera con toda probabilidad el iniciador de la idea del dúo.[cita requerida]
A partir de 1927, desarrollaron su carrera bajo los auspicios del productor Hal Roach; participaron en cortometrajes mudos, sonoros y largometrajes. La aparición del sonoro conllevó la desaparición de muchos actores de la época silente; Laurel y Hardy, sin embargo, tuvieron una transición relativamente fácil hacia el cine sonoro, con el corto Unaccustomed As We Are, de 1929. El acento inglés de Laurel y el acento estadounidense sureño de Hardy dieron una nueva dimensión a sus personajes. La pareja demostró su capacidad para el humor verbal y visual, usando los diálogos para enfatizar, más que para desplazar, su humor de tipo visual.
Los cortos de Laurel y Hardy, producidos por Hal Roach y estrenados por Metro Goldwyn Mayer, fueron producciones de mucho éxito en la industria del cine de aquellos años. La mayoría de los cortos eran de dos rollos (veinte minutos), pero hubo muchos de tres rollos e incluso uno, Beau Hunks, llegó hasta los cuatro rollos. En 1929, aparecieron por primera vez en un largometraje, en una de las escenas de Hollywood Revue of 1929. Y en 1930 aparecieron por primera vez en color, en La canción de la estepa, donde hacían el papel de contrapunto cómico a una historia dramática. La película se considera extraviada, pues solo sobreviven algunos fragmentos y su banda sonora completa. En 1931, Laurel y Hardy hicieron su primer largometraje como protagonistas, Pardon Us. Dado el éxito de la película, la pareja decidió reducir el número de cortometrajes, y se concentró más en la realización de largometrajes. En esta época realizarían, entre otras, Pack Up Your Troubles, en 1932; Fra Diavolo (o The Devil's Brother) y Sons of the Desert (Compañeros de juerga, en español), en 1933, y Babes in Toyland, en 1934. Con el corto clásico The Music Box, de 1932, ganaron el premio Óscar de la Academia al mejor cortometraje de comedia.[cita requerida]
A raíz del sistema de presentar películas en programas dobles, Hal Roach decidió cancelar los cortometrajes de la pareja y dedicarse a hacer solo largometrajes. El último cortometraje de la serie de Laurel y Hardy fue en 1935, Thicker than Water. Las siguientes películas ya entrarían en la categoría de largometrajes; las más destacadas fueron obras como Bonnie Scotland, en 1935; The Bohemian Girl y Our Relations, ambas de 1936; Way Out West (Laurel y Hardy en el Oeste), de 1937 (incluye la canción On the Trail of the Lonesome Pine) o Swiss Miss y Block-Heads, ambas rodadas en 1938.[cita requerida]

## Estilo de comedia y rutinas cómicas

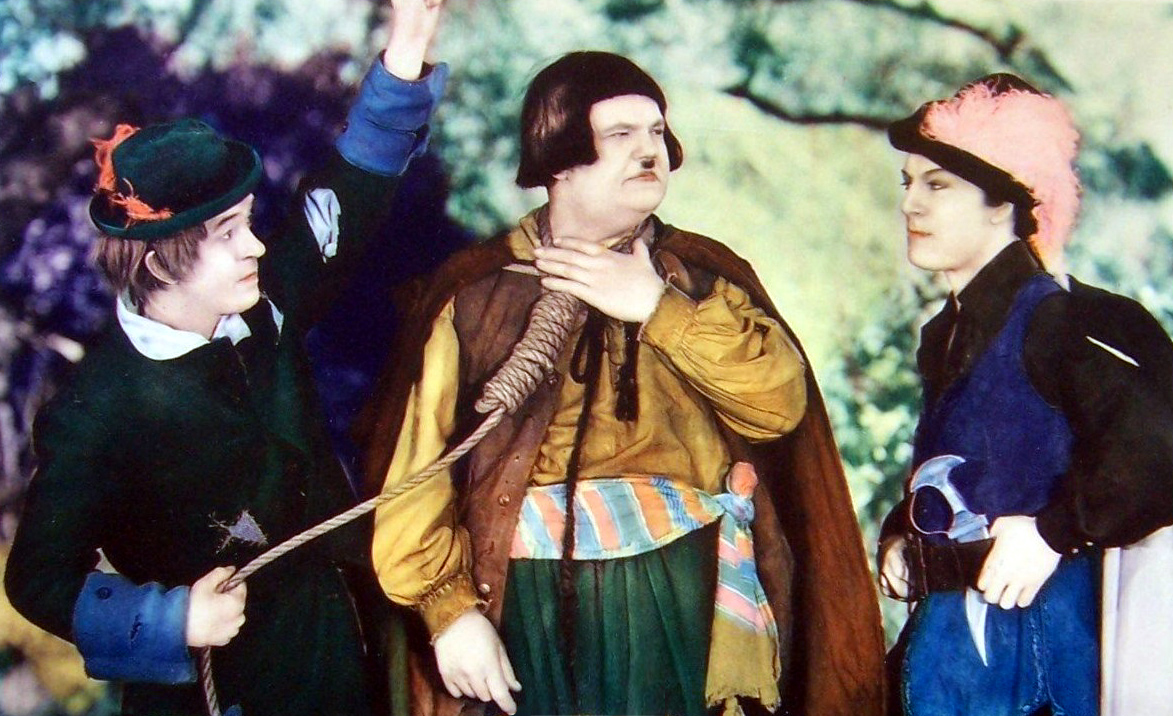
Laurel y Hardy en The Devil's Brother (1933).

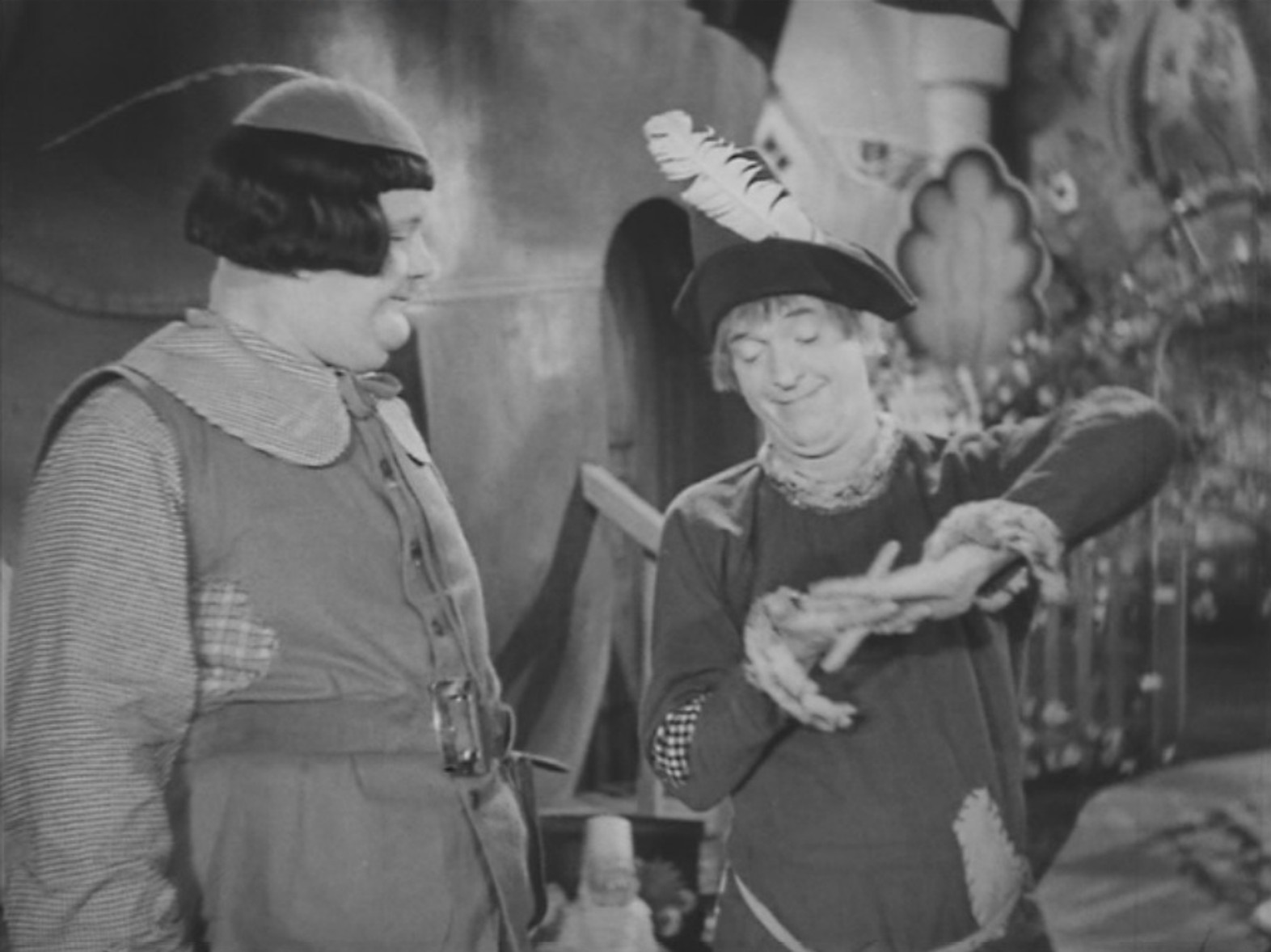
Laurel y Hardy en Babes in Toyland (1934).

El humor de Laurel y Hardy era por naturaleza slapstick, un tipo de humor donde se exagera la violencia física, muy común en los dibujos animados. Una típica secuencia de ejemplo: la pareja está trabajando en la construcción de una casa, Hardy aguanta unos clavos en su boca, Laurel le da una palmada amistosa en la espalda y Hardy se traga los clavos. La mayor parte de sus películas siguieron un proceso que ellos llamaron «ordeñar». Se usa una idea simple para enlazar varias situaciones o momentos cómicos (llamados «gags», en inglés). Muchas de sus películas generaron todas sus secuencias alrededor de los problemas concretos de la pareja en una situación determinada. A partir de esa situación se construía toda la película.
En algunos casos, sus películas bordaban el surrealismo, debido a sus componentes casi "mágicos". Por ejemplo: Laurel chasquea el pulgar como si encendiera un mechero y de sus dedos sale una llama con la que enciende una pipa. Hardy, herido en su orgullo, intenta hacerlo también, y después de varias tentativas fallidas consigue encender sus dedos pero, a diferencia de Laurel, Hardy empieza a quemarse la mano y la intenta apagar entre gritos de dolor.[cita requerida]
Una famosa rutina cómica era la conocida como tit-for-tat ('esto por aquello') en sus peleas con un oponente. Al principio, Laurel y Hardy empiezan a destrozar algún objeto muy estimado por su enemigo, mientras este observa sin intención de defenderse. Cuando la pareja acaba su destrozo, su enemigo, con calma, empieza a destrozar otro objeto querido por el dúo mientras ellos observan. Y así sucesivamente, primero unos y después el otro, se va intensificando el destrozo, hasta que al final todas las propiedades de los contendientes acaban en ruinas. Uno de los primeros ejemplos de este tipo de películas ya se ve en el clásico mudo de Laurel y Hardy Big Business, cortometraje que se incluyó en la Biblioteca del Congreso, en 1992.[cita requerida]

### Personajes en la pantalla

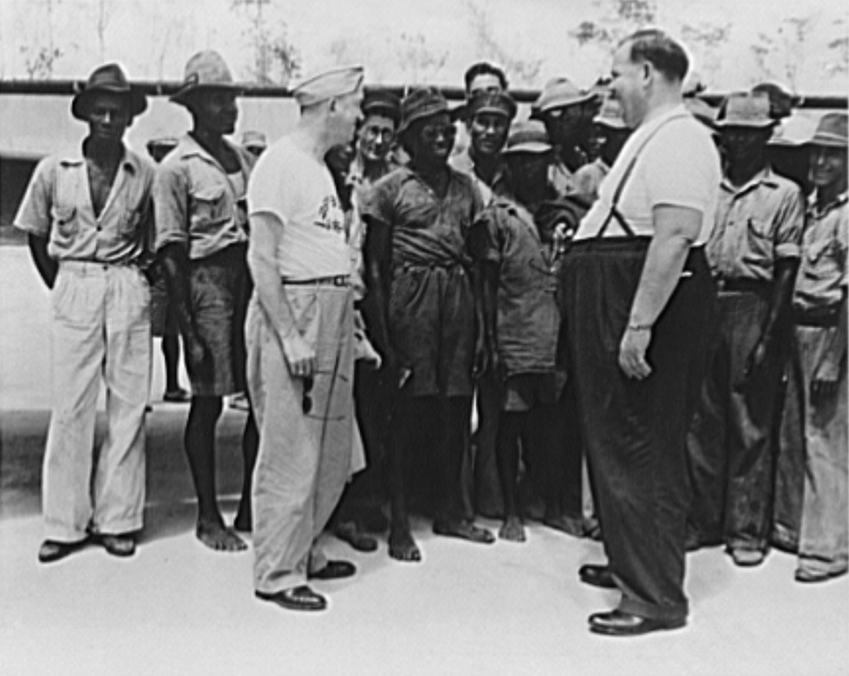
Laurel y Hardy colaborando con la USO.

Los personajes de Laurel y Hardy representan a dos tipos a menudo muy tontos, eternamente optimistas, casi valientes en su perpetua inocencia. Su humor es físico, pero su tendencia a sufrir todo tipo de accidentes queda compensada por su gran amistad, sus tiernas personalidades y su devoción el uno por el otro. Son dos niños adultos; un gordo y un flaco, cuya inocente forma de ver la vida les sitúa siempre a merced de «furiosos propietarios, pomposos ciudadanos, policías airados, mujeres dominantes y jefes apopléticos».
Laurel y Hardy usaron su propio físico para ayudar a crear sus personajes, potenciando sus poses, algo ridículas, pero siendo muy cuidadosos de no volverlas irreales. Stan siempre aparecía con el pelo corto por los lados, pero algo más largo encima de la cabeza, para conseguir su famoso efecto de pelo de asustado como consecuencia de rascarse la cabeza o tirarse de los pelos en momentos de miedo o tensión. Para conseguir sus andares de persona con pies planos, le quitó a sus zapatos, normalmente del ejército, los tacones. Cuando hablaba con Oliver siempre le miraba a la frente, y no a los ojos, para crear la impresión de que sus pensamientos estaban muy lejos de allí en aquel momento.
La imagen de Laurel y Hardy era la de dos tipos con sombrero bombín. La cuasi británica formalidad de esta prenda de vestir está en plena consonancia con su habitual cortesía y cautela al hablar. Por encima de todo son dos auténticos caballeros: el Sr Laurel y el Sr Hardy.
En la vida real, Laurel y Hardy eran bastante diferentes a lo que se ve en la pantalla. Laurel era ambicioso y dinámico, el líder natural de la pareja, mientras que Oliver era algo más tolerante que su personaje. A pesar de que Roach contrató a escritores y directores como H.M. Walker, Leo McCarey, Frank Capra, James Parrott y James W. Horne, entre otros, la mayoría de los guiones eran retocados, total o parcialmente, por el propio Laurel. Reescribía secuencias enteras, escogía actores y supervisaba meticulosamente todas las fases de la película hasta el punto de que prácticamente asumía todos los roles de una producción. Hardy, en cierta medida, también contribuía, pero se sentía más cómodo siguiendo el liderazgo natural de su compañero y así disponer de tiempo libre para sus grandes aficiones, como, por ejemplo, jugar al golf.
Por iniciativa de Roach empezaron a filmar sus películas en otros idiomas con la ayuda de profesores de dicción. Era un proceso largo y costoso, ya que había que repetir todas las escenas en las que ellos participaban en los diferentes idiomas, y el resto de escenas se completaban con actores foráneos de distintas naciones, pero reportó grandes beneficios en esos países. Se adaptaron al alemán, francés, italiano y español. Como curiosidad, Hardy tenía mucha más facilidad para hablar lenguas foráneas que Laurel, con su cerrado acento inglés.

## Decadencia
Hacia 1936 la relación entre Laurel y Hardy era estable, a pesar del hecho de que estaban muy distanciados de Hal Roach. Las disputas entre Laurel y Roach fueron muy habituales a finales de los años 1930. Hal Roach abandonó MGM, que distribuía sus películas, y firmó por United Artists en 1938. En 1939 Roach, cansado de las constantes quejas, decidió despedir a Laurel. Entonces intentó formar una nueva pareja cómica con Hardy y Harry Langdon, antigua estrella del cine mudo cuya carrera había casi desaparecido en el sonoro, llegando a rodar una película, Zenobia. Roach tuvo que admitir que no era lo mismo y readmitió de nuevo a Laurel después de varios episodios de demandas y contra-demandas. Juntos harían dos películas más para Roach antes de abandonar el estudio en 1940.
Esperando mayor libertad artística, Laurel y Hardy se fueron a los grandes estudios, Fox primero y MGM después. Sin embargo en los métodos de producción, menos artesanos y mucho más sofisticados, de estas grandes compañías la pareja era considerada como un producto antiguo y fueron relegados a los estudios de películas de serie B. Sin poder ejercer casi ningún poder creativo sobre estas películas, siendo producciones menos elaboradas y con guiones menos proclives a explotar el sentido del humor propio que les había hecho famosos, las ocho películas que rodaron hasta 1945 no fueron recordadas con mucho cariño por los artistas. Tuvieron malas críticas en general, aunque una de ellas, Jitterbugs (Fox), fue revalorizada años más tarde. Se notaba que en esta película en concreto habían tenido algo de libertad creativa y se valoraba el buen trabajo de Hardy, en un papel algo diferente al que el público se había acostumbrado, junto a la actriz Lee Parker.
En 1943 rodaron una secuencia muda para un cortometraje patriótico del Departamento de Agricultura, The Tree in a Test Tube; la pareja enseñaba el uso de la madera, especialmente en tiempos de guerra. Lo más destacado de este corto, narrado por el hombre de MGM Pete Smith, es que fue realizado en color, usando el sistema Kodachrome, siendo la segunda y última película en color del dúo, aunque algunas de las películas que hicieron con Hal Roach se colorearon para su salida en vídeo).
Oliver Hardy hizo dos apariciones sin su compañero Laurel en 1949. John Wayne, amigo de Hardy, le preguntó si quería actuar como actor de reparto en la película del estudio Republic The Fighting Kentuckian. Hardy ya había trabajado con Wayne y John Ford unos años antes, en una producción benéfica de la obra What Price Glory? mientras Laurel se recuperaba de un tratamiento para su diabetes. Escéptico al principio, Hardy al fin aceptó alentado por Laurel. En 1950 Frank Capra proporcionó a Hardy un pequeño papel (no acreditado) en la película Riding High con Bing Crosby. Hardy demostró que era un buen actor, aunque no tan bueno como Laurel, y dio una idea de lo que hubiera sido su carrera si hubiera tomado otras vías de actuación. 
En 1951 rodaron su última película, Robinsones Atómicos, también conocida como Utopía. El argumento era simple: Laurel hereda un barco y los chicos se hacen a la mar, descubriendo una nueva isla, rica en uranio, que los hace poderosos, desencadenado una guerra de poder con los nuevos visitantes de la isla. La película estaba producida por un consorcio de intereses europeos y con un reparto internacional que eran incapaces de entenderse entre ellos. Se ve a un Hardy sensiblemente más obeso y a un Laurel visiblemente enfermo que, por añadidura, tuvo que reescribir el guion para adaptarlo al estilo de comedia del dúo. Fue un rodaje difícil, recibió muy malas críticas y acabó siendo una muestra de la decadencia final de la famosa pareja.
Como dato final, la pareja hizo varias giras al Reino Unido, tierra natal de Laurel, y al resto de Europa durante los años 1930, a finales de los años 1940 y a principios de los años 1950.

## Últimos años

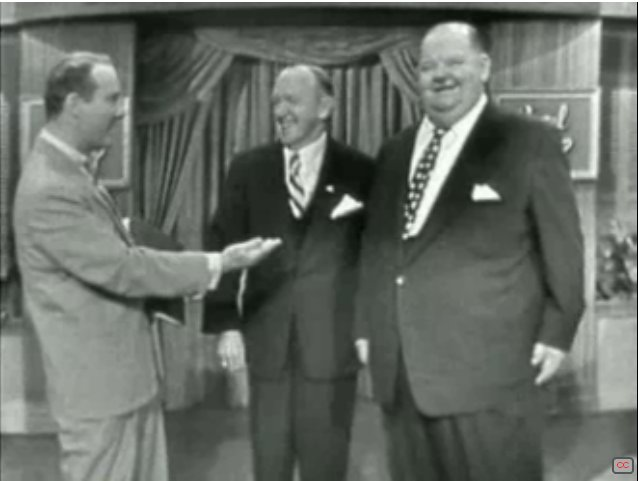
Laurel y Hardy en el programa This is your Life en 1954.

Después de Robinsones Atómicos Laurel y Hardy se tomaron un largo descanso para que el primero se recuperara. En su gira europea de principios de los años 1950, disfrutaron de un agradable éxito con varias representaciones de un corto de Laurel llamado Birds of a Feather. En diciembre de 1954, el dúo hizo su única aparición en un programa de televisión estadounidense. Fue una sorpresa que les preparó Ralph Edwards para su programa en directo This Is Your Life, en la NBC. El programa consistió en una serie de apariciones de viejos amigos de la pareja. Un murmullo de sorpresa corrió entre el público cuando la pareja hizo su aparición ya que, a diferencia de los europeos, mucha gente pensaba que los cómicos ya habían fallecido.
A mediados de la década de 1950, y debido en parte al éxito del programa de televisión, negociaron un nuevo contrato con Hal Roach Jr (hijo de Hal Roach, que le había comprado los estudios a su padre) para rodar unos especiales para televisión que se llamarían Laurel & Hardy's Fabulous Fables; pero la mala salud de los cómicos no permitió su realización. En 1955 tuvo lugar la que sería la última aparición de Stan Laurel y Oliver Hardy en la televisión. Fue en un programa de la BBC sobre la Grand Order of Water Rats, la nueva organización de espectáculos de variedades británica. En el programa, llamado This is Music Hall, la pareja incorporó una filmación en la cual recordaron a sus viejos amigos de la escena inglesa. Concluyeron con un agradecimiento y una emotiva despedida para todos sus admiradores. Resultó ser su adiós definitivo, y resultó también ser el más apropiado. Aquí se puede ver una imagen junto al audio de aquel programa:
Hardy, preocupado por su excesivo peso decidió, por consejo médico, someterse en 1956 a una dieta estricta y bajó de 159 kilos a 95. Su transformación física fue absoluta e incluso provocó el estupor de sus amigos, que no reconocían a Oliver en aquella esbelta figura. Esto perturbó a Hardy, que a partir de entonces se recluyó en su casa, aquejado de depresión. En la mañana del 14 de septiembre de 1956 sufrió un derrame cerebral masivo que le inmovilizó todo el cuerpo. Hardy falleció tras una serie de derrames cerebrales convulsivos a las 7:25 de la mañana del 7 de agosto de 1957. La causa de la muerte se registró como accidente vascular grave. Laurel no fue al entierro; dijo que Babe, apodo por el que se conocía a Hardy, lo entendería.
Durante los ocho años que le quedaban de vida, Laurel no quiso volver a actuar, rechazando incluso la oferta de Stanley Kramer para un breve papel en su película de 1963 El mundo está loco, loco, loco. En 1960 Laurel recibió un premio Óscar honorífico por su contribución a las comedias. Rechazó ir a la gala (su premio lo recogió Danny Kaye) y cuando le entregaron el premio en su casa afirmó que el galardón le recordaba a Mister Proper; Stan se había vuelto un telespectador compulsivo.
Decidido a no volver a actuar, Laurel, sin embargo, escribió chistes y guiones para otros cómicos. También recibió muchas visitas de la nueva generación de cómicos entre los que estaban Dick Cavett, Jerry Lewis y Dick Van Dyke. Este último, protegido de Laurel, hizo una imitación de Stan en su programa de televisión a principios de los años 1960, que Laurel vio, e incluso le recomendó una serie de gestos para perfeccionar su imitación. Vivió hasta 1965, y pudo ver cómo el trabajo del dúo era reivindicado en especiales de televisión y festivales de cine clásico.
Stan Laurel murió de un ataque al corazón en su casa de Santa Mónica y está enterrado en el cementerio Forest Lawn-Hollywood Hills en Los Ángeles, California.

## Reconocimientos y homenajes
Pocos meses después de la muerte de Laurel tuvo lugar en Nueva York la inauguración de Sons of the Desert, el club de «fanes» oficial de Laurel y Hardy. El nombre se adoptó de la película Sons of the Desert (Compañeros de juerga en español, 1933). Posteriormente el club tendría secciones en el resto de Estados Unidos, Europa y Australia.
Larry Harmon adquirió los derechos de imagen de la pareja a mediados de los años 1960, y en 1966 produjo la serie de animación Laurel and Hardy, con Hanna-Barbera Productions. Las versiones animadas de Laurel y Hardy también aparecieron en un episodio de Las nuevas películas de Scooby-Doo, en 1972, con Harmon poniendo la voz de los dos personajes. En la serie televisiva Harmon dobló a Laurel y Jim MacGeorge a Hardy.
Roberto Gómez Bolaños hizo varios sketchs en homenaje a Laurel y Hardy dentro de las series El Chapulín Colorado y Chespirito.
En 1999 Larry Harmon produjo un largometraje directamente para vídeo titulado The All-New Adventures of Laurel and Hardy: For Love of Mummy. El argumento presentaba a dos ficticios sobrinos de la pareja que cometían los mismos errores y meteduras de pata que sus legendarios tíos. Fue interpretada por Bronson Pinchot y Gailard Sartain.
La mayoría de sus películas se pueden encontrar en vídeo o DVD.

## Laurel y Hardy en otros idiomas
- Albanés Olio me Stelion

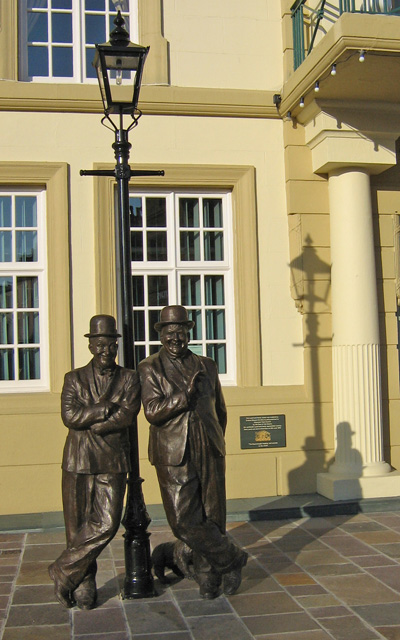
Estatuas de Laurel y Hardy.

- Alemán Laurel und Hardy, Stan und Ollie, Dick und Doof (El Gordo y el Tonto)
- Árabe El Tikhin Ouel Roufain
- Danés Gøg og Gokke
- Finés Ohukainen ja Paksukainen (El Flaco y el Gordo)
- Francés Laurel et Hardy
- Gallego Laurel e Hardy, O gordo e o fraco (El Gordo y el Flaco)
- Griego Χονδρός και Λιγνός Chondros kai Lighnos (El Gordo y el Flaco)
- Hebreo HaShamén ve HaRazé (El Gordo y el Flaco)
- Húngaro Stan és Pan
- Italiano Stanlio e Ollio
- Coreano 홀쭉이와 뚱뚱이 (Holjjugi wa Ddungddungi) (El Flaco y el Gordo)
- Kurdo Laurel û Hardy
- Maltés L-Ohxon u l-Irqiq (El Gordo y el Flaco)
- Neerlandés De Dikke en de Dunne (El Gordo y el Flaco)
- Noruego Helan og Halvan (El uno y la mitad)
- Polaco Flip i Flap
- Portugués (Brasil) O Gordo e o Magro (El Gordo y el Flaco)
- Portugués (Portugal) Bucha e Estica
- Rumano Stan şi Bran
- Ruso Лорел и Харди
- Serbio Stanlio i Olio, Станлио и Олио
- Sueco Helan och Halvan (El uno y la mitad)
- Turco Lorel ile Hardi
- Ucraniano Лаурель і Харді (Laurel y Hardy)
- Español El Gordo y el Flaco

## Filmografía
- Filmografía de Laurel y Hardy
- Filmografía de Stan Laurel
- Filmografía de Oliver Hardy